# Bettina Bunge
Bettina Bunge (ur. 13 czerwca 1963 w Adliswil) – niemiecka tenisistka pochodzenia szwajcarskiego.
Zwyciężczyni czterech turniejów w grze pojedynczej (m.in. Houston, luty 1982; Berlin, maj 1982; Oakland, luty 1983); na Wimbledonie osiągnęła półfinał (1982) i ćwierćfinał (1986), w pozostałych turniejach wielkoszlemowych nie zaszła dalej niż do 1/8 finału. W grze podwójnej również udało jej się wygrać cztery turnieje. We wszystkich turniejach wielkoszlemowych, prócz Australian Open, dochodziła do półfinału.
Najwyżej w karierze w singlu była sklasyfikowana na 6. pozycji (28 marca 1983). W deblu jej najwyższe miejsce to 17. lokata (19 stycznia 1987).
Występowała w reprezentacji narodowej w Fed Cup.